# 丹纳非鲫属
丹納非鯽屬，是條鰭魚綱䲁形目麗魚科下的一個屬。

## 分類
本屬屬於褶唇麗魚亞科，目前被認可的種如下：
- 迪氏丹納非鯽 Danakilia dinicolai
- 法氏丹納非鯽 Danakilia franchettii